# Chapsa isidiifera
Chapsa isidiifera är en lavart som beskrevs av Frisch & Kalb. Chapsa isidiifera ingår i släktet Chapsa och familjen Graphidaceae.   Inga underarter finns listade i Catalogue of Life.